# Alda Levi
Pour les articles homonymes, voir Levi.
Alda Levi (également connue après son mariage sous le nom d'Alda Levi Spinazzola), née le 16 juin 1890 à Bologne et morte le 23 juin 1950 à Rome, est une archéologue et une historienne de l'art italienne.
La Première Guerre mondiale lui ouvre l'accès à des fonctions jusqu'alors réservées aux hommes et elle devient responsable d'importants chantiers de fouilles à Milan dans les années 1920 et 1930. Issue d'une famille juive, elle est frappée par les lois raciales en 1938 et s'installe à Rome où elle peut reprendre sa carrière après la Seconde Guerre mondiale ; elle est l'une des premières Italiennes à occuper un poste de responsabilité dans la recherche archéologique nationale.

## Biographie
Née à Bologne le 16 juin 1890 d'un père ingénieur au sein d'une famille de la bourgeoisie juive, Alda Levi est une spécialiste des antiquités gréco-romaines, notamment dans le domaine de l'art.

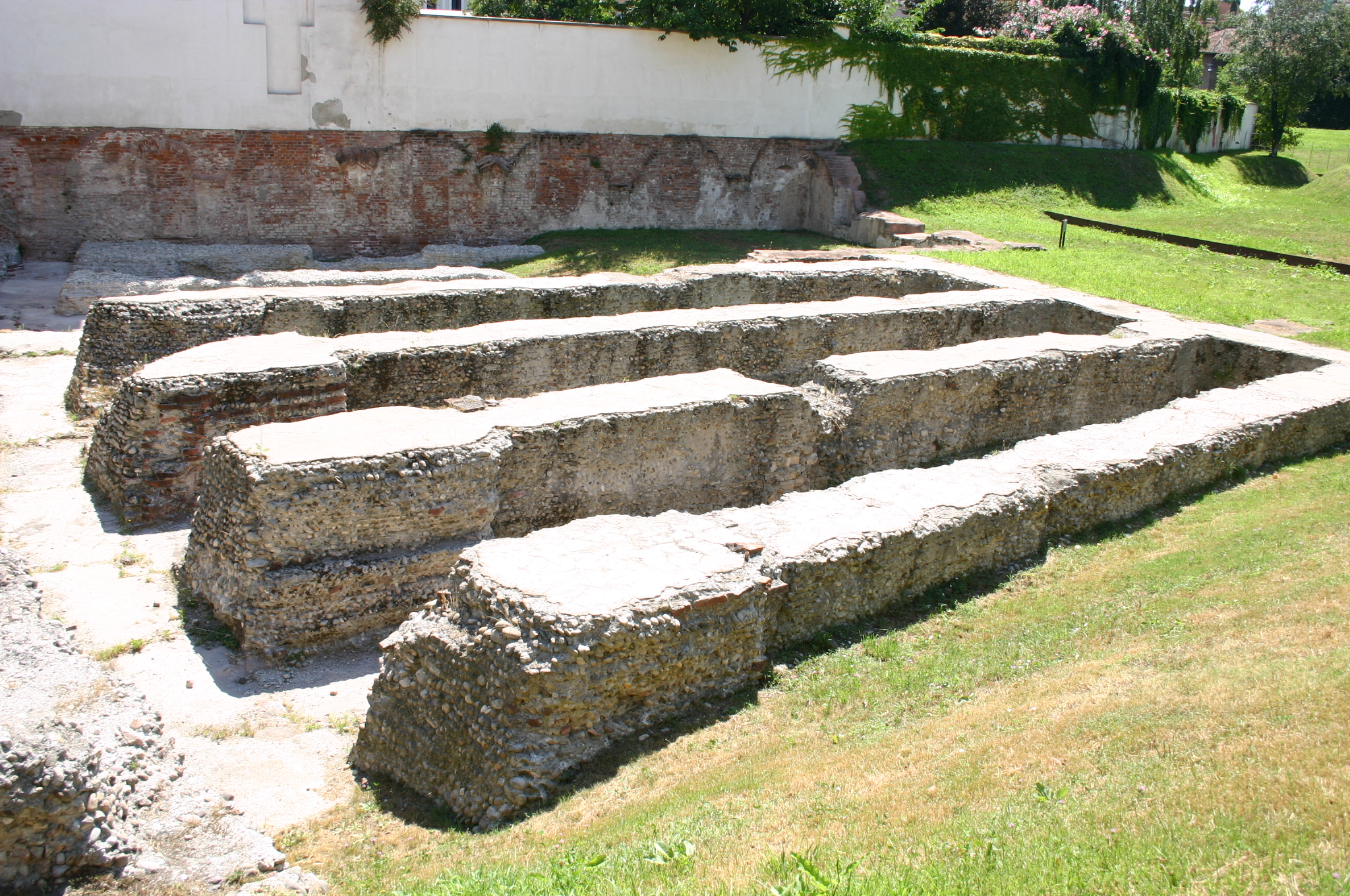
Vestige de l'amphithéâtre de Milan, inventé par Alda Levi.

Après des études au lycée Tite-Live de Padoue, elle obtient son diplôme de laurea en philologie classique et sciences de l'éducation à l'université de Padoue, en 1913. Elle est nommée en 1915 inspectrice auprès de la Surintendance des fouilles et des musées de plusieurs provinces du sud de l'Italie. Comme pour d'autres femmes, la Première Guerre mondiale a pu avoir pour conséquence de lui faciliter l'accès à des postes de l'administration habituellement réservés aux hommes.
En 1923 elle devient titulaire d'une chaire d'archéologie à l'université de Bologne et, en 1925, elle est nommée à la Surintendance des fouilles et des musées et de la Lombardie, du Piémont et de la Ligurie, seule responsable officielle pour tout le territoire lombard ; elle est l'une des premières Italiennes à obtenir des responsabilités aussi importantes dans l'archéologie nationale mais, bien qu'elle assume les fonctions de surintendante, elle ne peut prétendre, comme femme, à cette charge et demeure « simple » inspectrice. C'est cependant dans cette fonction qu'elle fait progresser de manière décisive les connaissances sur Mediolanum, Milan à l'époque antique (enceinte, théâtre, amphithéâtre) et les résultats de ses études sont publiés dans plusieurs revues : Historia, Rivista archeologica dell'antica provincia e diocesi di Como, Notizie degli scavi di antichità et Bullettino di paleontologia italiana. Elle consacre en 1931 une publication significative à l'étude des sculptures antiques grecques et romaines du palais ducal de Mantoue.
Elle épouse en 1932 Vittorio Spinazzola, archéologue, franc-maçon et farouche opposant au régime de Mussolini, qu'elle a rencontré en 1915 à Naples.
En raison de ses origines juives et de son mariage, elle est révoquée de l'université de Bologne en janvier 1939 après la promulgation, l'année précédente, des lois raciales et son nom disparaît des archives de la surintendance. En 1943, sous la menace d'une arrestation, elle s'installe à Rome après la mort de son mari. Elle collabore à la publication de l'ouvrage posthume de ce dernier sur les fouilles de la Via dell'Abbondanza à Pompéi,. Elle est réintégrée dans l'enseignement le 7 juin 1945 et affectée au département des monnaies du musée national romain. Atteinte d'un cancer, elle meurt à Rome le 23 juin 1950 après s'être convertie au catholicisme,.

## Publications
- (it) Le terrecotte figurate del Museo nazionale di Napoli, Florence, Vallecchi, 1926, 216 p..
- (it) Catalogo delle sculture greche e romane del Palazzo ducale di Mantova, Rome, Biblioteca d'arte editrice, 1931, 126 p..
- (it) « La patera di Parabiago », Opere d'Arte del Reale Istituto di Archeologia e Storia dell'Arte, vol. V,‎ 1935.

Une liste plus complète des publications d'Alda Levi figure dans la biographie que lui consacre Anna Ceresa Mori en 2016.

## Hommages
Le musée archéologique de Milan, ouvert en 2004 près de l'amphithéâtre antique, porte le nom d'« Antiquarium Alda Levi ».